# بخش پری (شهرستان پیک، اوهایو)
بخش پری (به انگلیسی: Perry Township) یک منطقهٔ مسکونی در ایالات متحده آمریکا است که در شهرستان پایک، اوهایو واقع شده‌است.
 بخش پری ۵۹٫۵ کیلومتر مربع مساحت و ۹۱۳ نفر جمعیت دارد و ۲۸۱ متر بالاتر از سطح دریا واقع شده‌است.